# Zegama
Pour le militaire carliste espagnol, voir Santos Ladrón de Cegama.

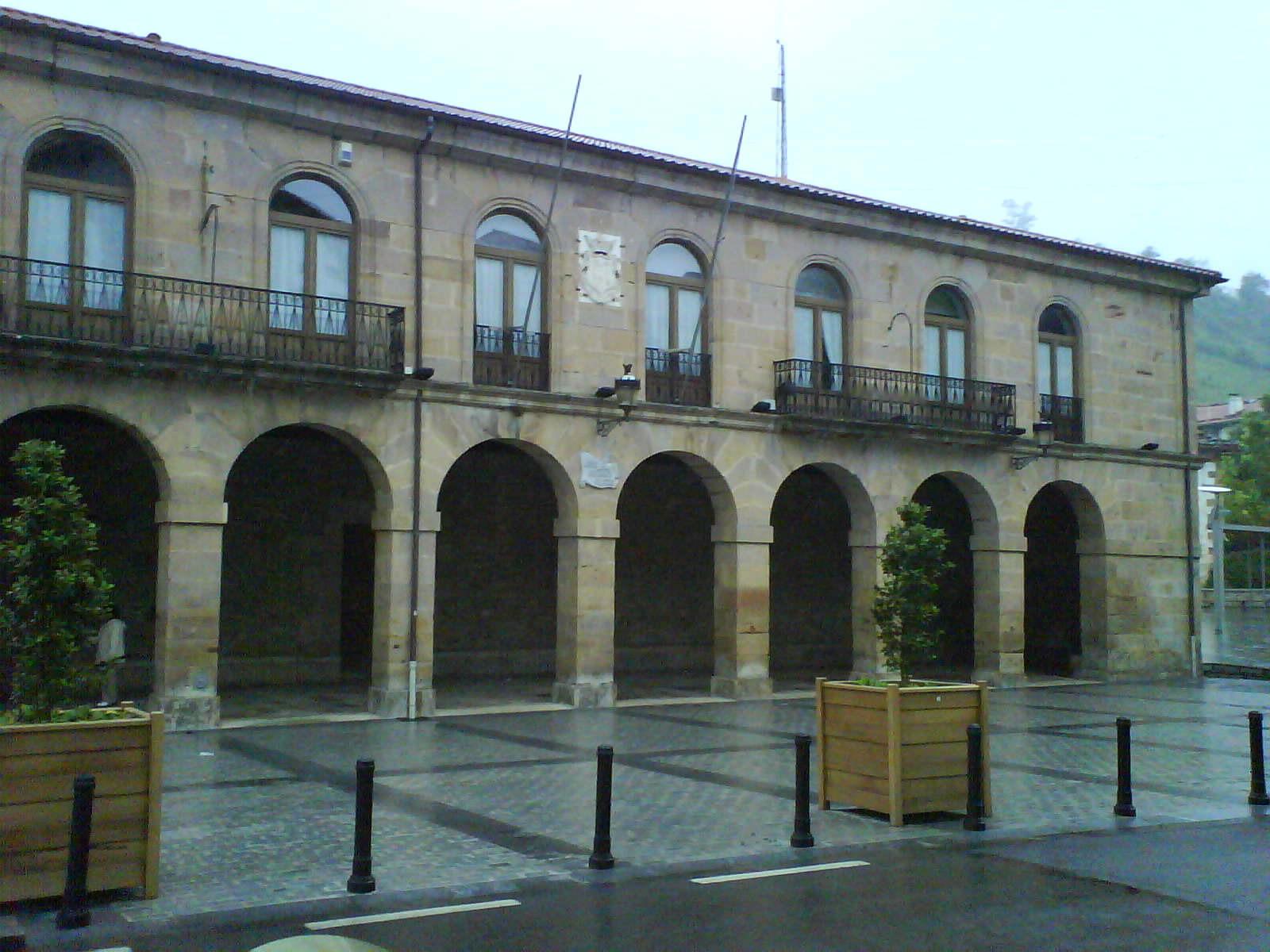
Mairie de Zegama

Zegama en basque ou Cegama en espagnol est une commune du Guipuscoa dans la communauté autonome du Pays basque en Espagne.

## Géographie

### Situation et accès
Zegama se situe dans la partie sud de la province du Gipuzkoa très près de la confluence de celle-ci avec celle de l'Alava et de la Navarre et à 12 km de l'unité urbaine que forment les communes de Beasain, Ordizia et de Lazkao qui est la capitale de la comarque du Goierri. Il partage l'espace naturel de la Parzonería.
Il est équidistant des capitales des provinces qui confluent dans leurs alentours (Saint-Sébastien, Vitoria-Gasteiz et Pampelune (Navarre)) et sur l'axe de communications principales de la province par la route N-I et la ligne de chemin de fer Madrid-Paris.
L'altitude de la commune est de 296 m, mais dans son territoire municipal on se trouve à une hauteur maximale de la montagne basque l'Aitxuri de 1 548 m et voisine de l'emblématique Aizkorri.
Le passage sur ce plateau alavais, c'est-à-dire entre le plateau castillan et la côte cantabrique, est passé historiquement par ici. Les Romains ont construit sur cette route la chaussée qui unissait Briviesca avec Pampelune qui sera postérieurement défendu par le château de Gazteluberri sur les rochers de l'Osaola azpi.
On pense que la route originale pourrait être celle qui croise le port d'Otsaurte et donc, à l'époque où le Guipuscoa faisait partie de la Castille, a déjà été ouvert celle qui emprunte le tunnel naturel qui forme le passage de San Adrián. Ici passait le chemin Royal qui relie de Vitoria et continuait par Segura. Celle-ci est sur la route qui suit le chemin de Saint-Jacques-de-Compostelle dans sa partie guipuscoanne. Une série d'installations, dont des ermitages, donnaient une sécurité et s'occupaient des voyageurs qui effectuaient ce parcours.
Zegama est limité avec les communes suivantes : au nord par Segura et Zerain, au sud par Asparrena et Zalduondo, à l'est par Segura et Idiazabal et à l'ouest par Legazpia.

### Hydrographie et orographie

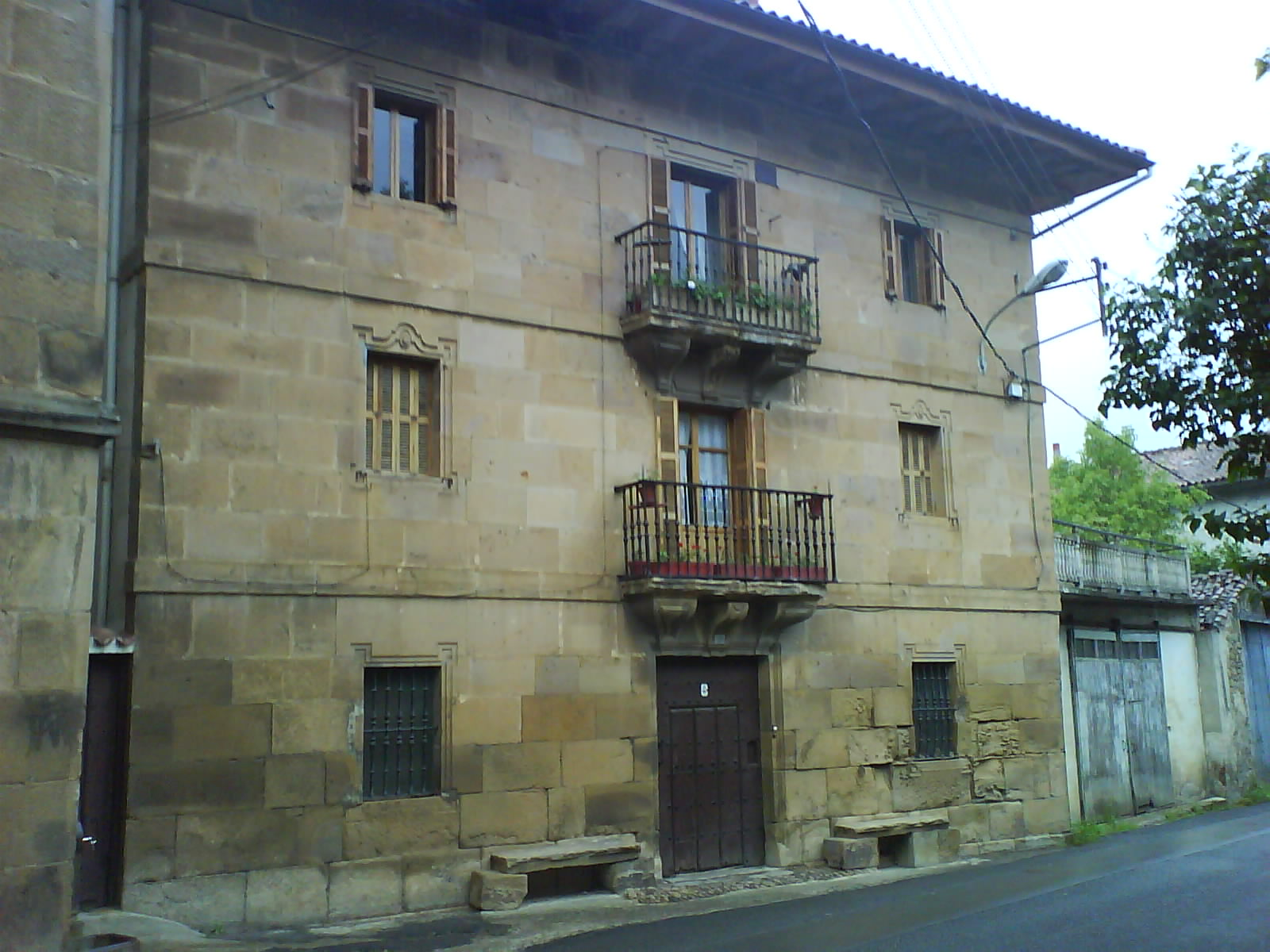
Édifice à Zegama.

## Histoire

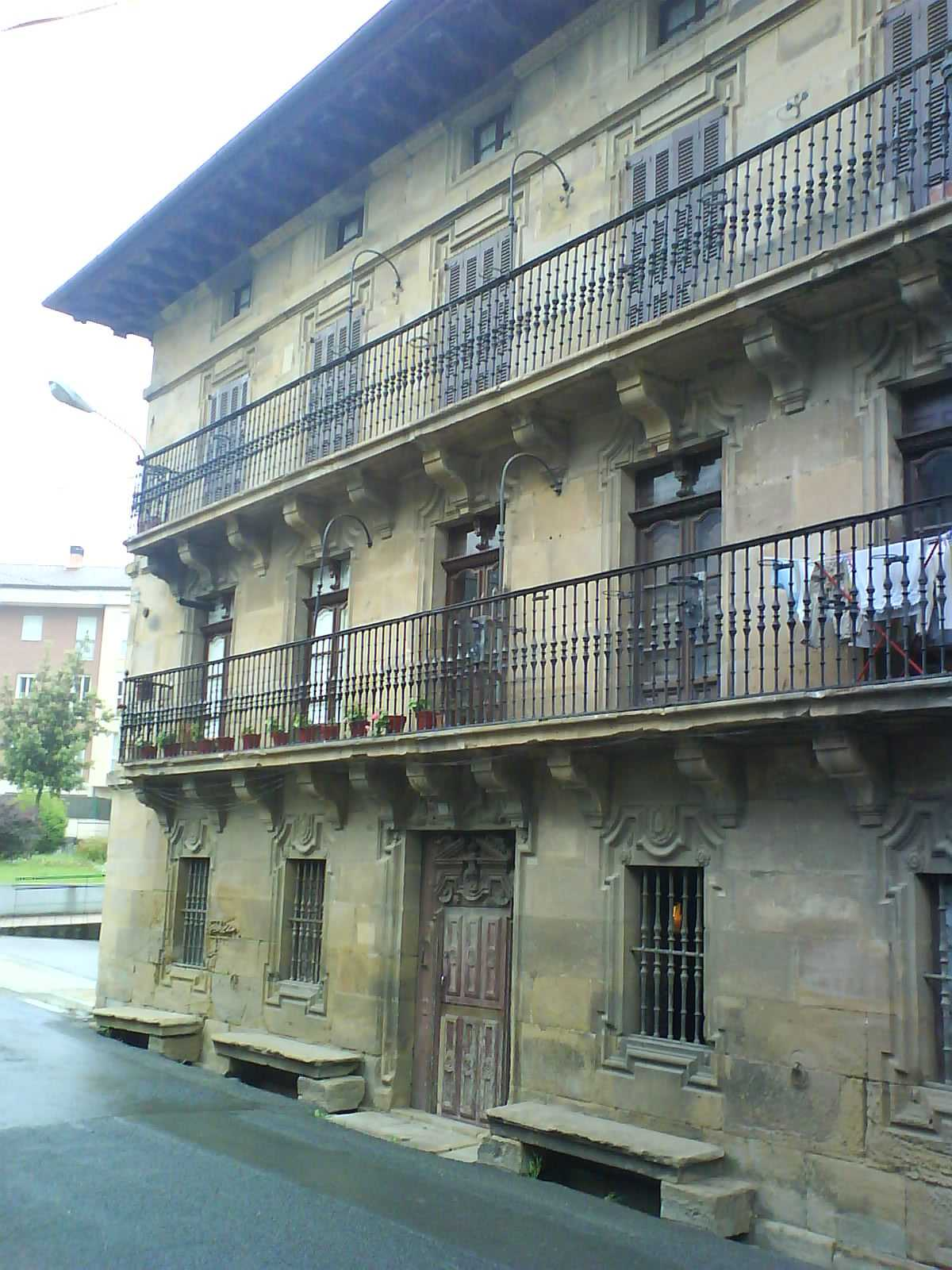
Édifice de Zegama.

La situation de Zegama en plein passage entre l'Europe et la péninsule a fait qu'elle soit très fréquentée par divers peuples. De même que l'existence d'exceptionnelles pâtures d'Urbia a fait que l'activité pastorale était déjà importante dans la préhistoire. On a trouvés beaucoup de restes appartenant au Néolithique, Chalcolithique et de l'Âge du bronze. Ces restes sont démontrés par l'existence de beaucoup  tumulus et  dolmens comme le tumulus d'lrumugarrieta ou de ceux de Bidarte II et Tartaloetxeta (maison du Tartalo en basque) ou les dolmens de Bidarte I et Trikamuñeta.
Les Romains ont tracé une de leurs chaussées par Zegama, on croit par le port d'Otzaurte.
Le premier écrit sur le Zegama apparaît dans un document daté du 12 juin 1384 dans lequel il était annexé (rattaché) à Segura. et, plus tard, en 1387, le roi Jean Ier de Castille confirme ce rattachement, qui sera confirmée de nouveau en 1393 par Henri III
Dans le but d'organiser l'exploitation des ressources naturelles il est constitué en 1401 ce qu'on appellera les « Parzonería d'Alzania » dans lesquels Zegama est intégré avec Zerain, Idiazabal et Segura.
La famille des Ladrón de Guevara ont été les seigneurs de Zegama et la commune a adopté son blason d'armes comme propre. cette famille a eu le patronat de l'église jusqu'en 1495.
Le 4 février 1615 le roi Philippe III accorde le titre de Villa. La population de Zegama avait déjà obtenu de lui l'indépendance de Segura et la représentation dans les Juntas Generales Provinciales. Appelé l'Unión de San Esteban, qui à partir de ce moment s'appellera Unión de Cegama, qui avec Zerain, Mutiloa, Ormaiztegi, Astigarreta et Gudugarreta avait pour but d'unifier sa représentation devant ces Juntas. Cette association durera presque un siècle.
L'importance du passage de San Adrián est garantie par les indulgences accordées en 1290 par le Pape Nicolas IV en faveur de ceux qui visiteraient, le jour du Saint, l'église de l'hôpital de San Adrián à Zegama. Dans l'ermitage qui loge ce passage naturel a été baptisé en 1500 Felipe de Lazcano dont les parrains ont été Philippe Ier de Castille et Juana la Loca.
Au cours du XVIe siècle l'importance du chemin de Saint-Jacques augmenta, ayant plusieurs témoignages sur le Zegama ainsi que la création d'un Prieuré.
Dans la Guerre de l'indépendance, Zegama a été l'objet de règlement entre les partisans des Espoz et des Mina et a reçu plusieurs attaques de l'armée napoléonienne qui brûla leur maison consistoriale en 1812.
L'ouverture de la route par le col d'Etxegarate en 1851 fait que le passage de San Adrián perde de l'importance et tombe dans l'oubli, et avec lui les services qui étaient nés avec disparaitront à leur tour. L'activité économique se centre alors sur l'industrie.
Le 9 septembre 1981, le nom officiel de Cegama fut remplacé par celui de Zegama suivant une résolution du vice-conseil de l'administration locale.

## Patrimoine

### Patrimoine civil
- Site mégalithique d'Artz-Altsasu : le long de la ligne de division d'eaux entre les versants cantabrique et méditerranéens, faisant partie du Parque Natural d'Aitzkorri-Aratz est placée dans la zone nommée Parzonería d'Atzania et dans les communes Asparrena, Ziordi et d'Altsasu. Il comprend sept dolmens.
- Tunnel de San Adrian: ce tunnel est un passage naturel qui a profité du croisement du Camino Real (route royale) qui unissait le plateau avec la côte. Ils restent des restes de l'ancienne chaussée et l'endroit est à signaler.
- Hôpital d'Anduetza: un des deux que la ville a aujourd'hui transformé en centre de concert et salle d'expositions.
- Mausolée de Tomás de Zumalacárregui : œuvre du sculpteur Font, il s'agit d'une statue du général qui est soulevé sur le sarcophage. Tant dans le piédestal qui supporte le sarcophage que dans l'arche, apparaissent les blasons des 49 provinces de l'Espagne. Il a été inauguré dans 1886.
- Maison consistorial : après la destruction par les troupes françaises est inaugurée en 1815, bâtiments d'un seul étage de style neo-classique.
- Centre d'interprétation du bois: situé dans l'Andueza caserío, le centre d'interprétation du bois rassemble un échantillon de 173 types d'arbres différents.

### Patrimoine religieux

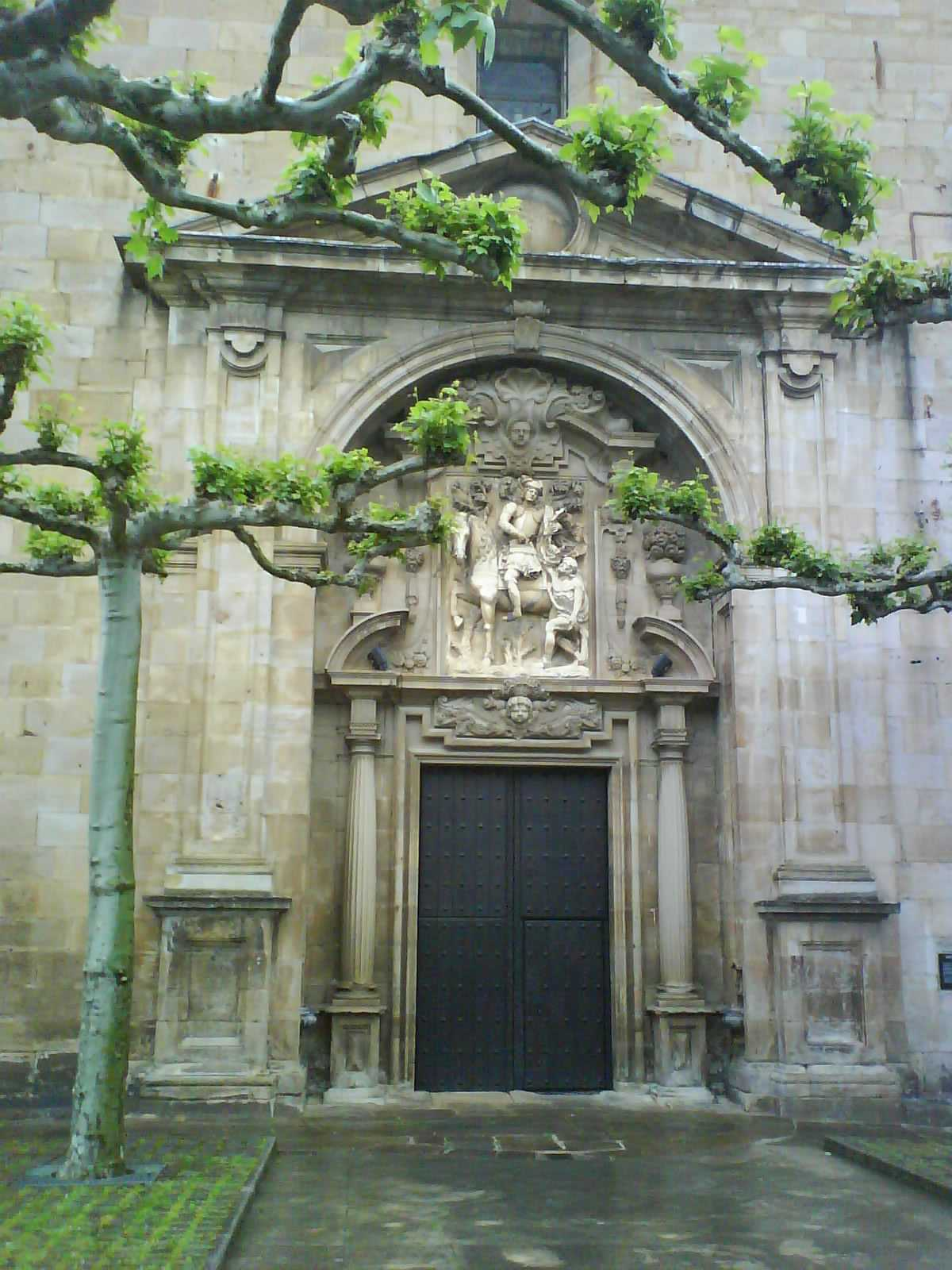
Porche de l'église de Saint-Martin de Tours.

- Ermitage de San Adrián : situé dans le tunnel, l'actuel date de 1883 bien qu'il y ait une certitude de son existence en 1010.
- Ermitage de Sancti Spiritu : à l'origine un temple probable, cet ermitage a été l'hôpital pour pèlerins.
- Ermitage de Nuestra Señora des Nieves : conserve dans son intérieur une image romane de la vierge du XIIIe siècle.
- Ermitage de San Pedro : dans son intérieur on garde un lapidaire funéraire romain du Ier ou IIe siècle.
- Ermitage de Santa Cruz : se situe sur le sommet de la montagne Aitzkorri. À l'attrait de sa situation il faut ajouter qu'elle a gardé jusqu'à il y a peu de temps un des échantillons d'art sacré les plus significatifs de la province.
- Ermitage Andra Maris d'Otzaurte : sans importance architecturale, elle possède une image de Beobide et plusieurs stèles discoidales. Il a la particularité qui, passe la ligne de partage d'eaux entre le versant cantabrique et la Méditerranée.
- Ermitage de San Bartolomé : a été l'ancienne paroisse du peuple et est transformée en cimetière. On a conservé un capitel roman de transition gothique.
- Église Parroquial de San Martín de Tours : construite entre les XVe et XVIe siècles. Elle possède une porte baroque du XVIIe siècle, tout comme le chœur. En elle sont déposées la Cruz Santa de l'ermitage d'Aitzkorri et l'image de Virgen des Nieves, du XIVe siècle. Il faut aussi souligner le mausolée du général carliste Tomás de Zumalacárregui.

## Personnalités liées à la commune
- Klaudio Otaegi (1836-1890), poète.
- Juan Tellería (1895-1949), compositeur, auteur de l'hymne phalangiste Cara al sol.
- Anjel Goenaga (1915-1974), écrivain.
- Pio Berasategi (1935-2020), écrivain.
- Joxe Azurmendi (1941-2025), philosophe.
- Aitor Pérez Arrieta (1977-), cycliste.

### Sources
- (es) Cet article est partiellement ou en totalité issu de l’article de Wikipédia en espagnol intitulé « Cegama » (voir la liste des auteurs).